# Succowia
Succowia là chi thực vật có hoa trong họ Cải.